# Solo per te io canto
Solo per te io canto (One Froggy Evening) è un film del 1955 diretto da Chuck Jones. È un cortometraggio d'animazione della serie Merrie Melodies, uscito negli Stati Uniti il 31 dicembre 1955. Segna il debutto di Michigan J. Frog, una rana antropomorfa con un talento per il canto e la danza che non dimostra a nessuno se non a chi possiede la scatola in cui risiede; ironicamente, l'unica voce udibile nel film è quella della rana. Il cortometraggio contiene un'ampia varietà di intrattenimento musicale, con canzoni che vanno da Hello! Ma Baby e I'm Just Wild About Harry, due classici di Tin Pan Alley, a Largo al factotum, l'aria di Figaro dall'opera Il barbiere di Siviglia.
Uno dei cortometraggi d'animazione più apprezzati, Solo per te io canto nel 2003 fu ritenuto "culturalmente, storicamente o esteticamente significativo" dalla Biblioteca del Congresso, che lo selezionò per la conservazione nel National Film Registry.

## Trama
Un operaio, incaricato a demolire un edificio, trova una scatola all'interno della pietra angolare: la scatola contiene, oltre ad un documento commemorativo del 1892, una rana che s'esibisce in un canto e ballo con tanto di cilindro e bastone. L'uomo pensa di sfruttare il talento della rana per far fortuna, ma l'anfibio si rifiuta di ripetere le sue performance davanti ad altre persone. L'uomo tenta in tutti i modi di dimostrare al mondo il talento della rana, fallendo ogni volta. Dopo aver speso tutti i suoi risparmi per affittare un teatro, credendo così di poter provare al pubblico l'abilità della rana, l'uomo si ritrova senza soldi e senza casa e finisce a soggiornare su d'una panchina di un parco pubblico.
Durante una notte, un poliziotto di guardia, dopo aver sentito la rana cantare rumorosamente, pensa si tratti dell'uomo, ma quando quest'ultimo addita la rana, il poliziotto lo prende per matto e lo fa rinchiudere in un ospedale psichiatrico. Dopo il suo rilascio dalla casa di cura, l'uomo decide di liberarsi della rana, murandola nella pietra angolare d'un nuovo edificio in costruzione. Un secolo dopo, nel 2056, l'edificio viene demolito con raggi laser ed un futuristico operaio ritrova la scatola con dentro la rana che ricomincia subito a cantare; dopo aver immaginato anch'egli di poter diventare ricco grazie ad essa, l'operaio fugge con la rana, ricominciando così il ciclo.

## Produzione
La rana protagonista sembrerebbe essere ispirata a Ol' Rip, una lucertola cornuta del Texas scoperta in una capsula del tempo del 1897 all'interno della pietra angolare del tribunale della contea di Eastland nel 1928. Le canzoni della rana furono eseguite dal cantante di nightclub William Roberts, che in precedenza aveva recitato in piccoli ruoli per il cinema ed eseguito le parti cantate del protagonista del cartone di Tex Avery Little 'Tinker (1948). Jones e i suoi animatori studiarono delle rane vere per ottenere un'efficace transizione da una rana ordinaria a un intrattenitore di alto livello. La rana non aveva un nome quando fu realizzato il cartone animato, ma Jones negli anni settanta la chiamò Michigan J. Frog, nome derivato dalla canzone "The Michigan Rag" che Jones scrisse per il cartone animato insieme allo sceneggiatore Michael Maltese.

## Distribuzione

### Edizioni home video

#### VHS
America del Nord
- A Salute to Chuck Jones (1985)
- Piccoli campioni (7 febbraio 1995)
- Looney Tunes: The Collector's Edition - Musical Masterpieces (marzo 2000)

#### Laserdisc
- Looney Tunes: Curtain Calls - Classic Music and Show Business Cartoons (3 febbraio 1993)

#### DVD e Blu-ray Disc
Il corto fu pubblicato in DVD-Video in America del Nord nel quarto disco della raccolta Looney Tunes Golden Collection: Volume 2 (intitolato Looney Tunes All-Stars: On Stage and Screen) distribuita il 2 novembre 2004, in cui è visibile anche con un commento audio di Michael Barrier e con la sola colonna musicale; nel DVD è presente anche un breve documentario sul cortometraggio. Il DVD fu pubblicato in Italia il 16 marzo 2005 nella collana Looney Tunes Collection, col titolo All Stars: Volume 3. In America del Nord fu inserito anche nel secondo disco della raccolta DVD Looney Tunes Spotlight Collection Volume 2, uscita il 2 novembre 2004. Fu poi incluso (nuovamente con le tracce audio alternative) nel secondo disco della raccolta Looney Tunes Platinum Collection: Volume One, uscita in America del Nord in Blu-ray Disc il 15 novembre 2011 e in DVD il 3 luglio 2012. In seguito è stato inserito anche nel primo DVD della raccolta 50 cartoons da collezione - Looney Tunes della collana Il meglio di Warner Bros., uscita in America del Nord il 25 giugno 2013 e in Italia il 5 dicembre, e nel DVD Looney Tunes Musical Masterpieces (uscito in America del Nord il 26 maggio 2015)

## Accoglienza
Solo per te io canto è generalmente considerato uno dei migliori cortometraggi d'animazione mai realizzati. Nel 1973 il critico Jay Cocks, in un profilo di Chuck Jones per Time, scrisse che "si avvicina alla perfezione come nessun altro cartone animato". Jerry Beck e Will Friedwald, nel loro libro Looney Tunes and Merrie Melodies: A Complete Illustrated Guide to the Warner Bros. Cartoons, lo definirono "un capolavoro di concept, ritmo e sfumature". Nel 1994 il cortometraggio si classificò al quinto posto nel libro di Beck The 50 Greatest Cartoons; in tale occasione la critica Jami Bernard citò Michigan J. Frog come uno dei "pochi comici del cinema muto duraturi che hanno ancora un impatto oggi", definendolo "senza tempo ed eterno". Nel documentario del 2000 Chuck Jones: Extremes & Inbetweens - A Life in Animation, il regista Steven Spielberg definì Solo per te io canto "il Quarto potere del cortometraggio animato". Successivamente fu selezionato per l'inclusione nel libro di Beck The 100 Greatest Looney Tunes Cartoons, in cui lo storico dell'animazione Michael Barrier scrisse: ""Eleganza" non è una parola che di solito viene in mente in relazione a un cartone animato, ma Solo per te io canto del regista Chuck Jones si merita tale etichetta. Tutto in esso è perfettamente bilanciato".

## Sequel
Nel 1995 Chuck Jones riprese Michigan J. Frog in un cartone animato intitolato Another Froggy Evening, con Jeff McCarthy come nuova voce della rana. In questo sequel viene dimostrato che Michigan è sempre esistito. Uomini dell'età della pietra (durante la costruzione di Stonehenge), dell'Impero romano e della guerra d'indipendenza americana, che assomigliano tutti all'uomo del cortometraggio originale, non riescono a trarre profitto dalla rana che canta, che esegue ancora melodie dell'inizio del XX secolo indipendentemente dal periodo temporale. Alla fine, proprio mentre Michigan sta per essere mangiato da un uomo affamato abbandonato su un'isola, viene rapito da Marvin il Marziano (doppiato da Joe Alaskey), che scopre che la rana capisce la lingua marziana. La rana invita Marvin ad ascoltarlo cantare e si esibiscono in un duetto mentre l'astronave vola via. Prodotto dalla Chuck Jones Film Productions, il cortometraggio fu presentato in anteprima al Telluride Film Festival nell'agosto del 1995, ma uscì nei cinema solo in distribuzione limitata.